# Elis Regina
Elis Regina Carvalho Costa (Porto Alegre, 17 de marzo de 1945 - São Paulo, 19 de enero de 1982), conocida popularmente como Elis Regina, fue una cantante brasileña, considerada una de las mayores representantes del género musical conocido como música popular brasileña (MPB). Su temprana muerte, a los 36 años, se debió a una sobredosis de cocaína y alcohol, aunque se baraja la teoría de que habría sido víctima de la dictadura imperante. Muchos críticos, músicos e intérpretes la consideran una de las mejores cantantes de Brasil.

## Biografía

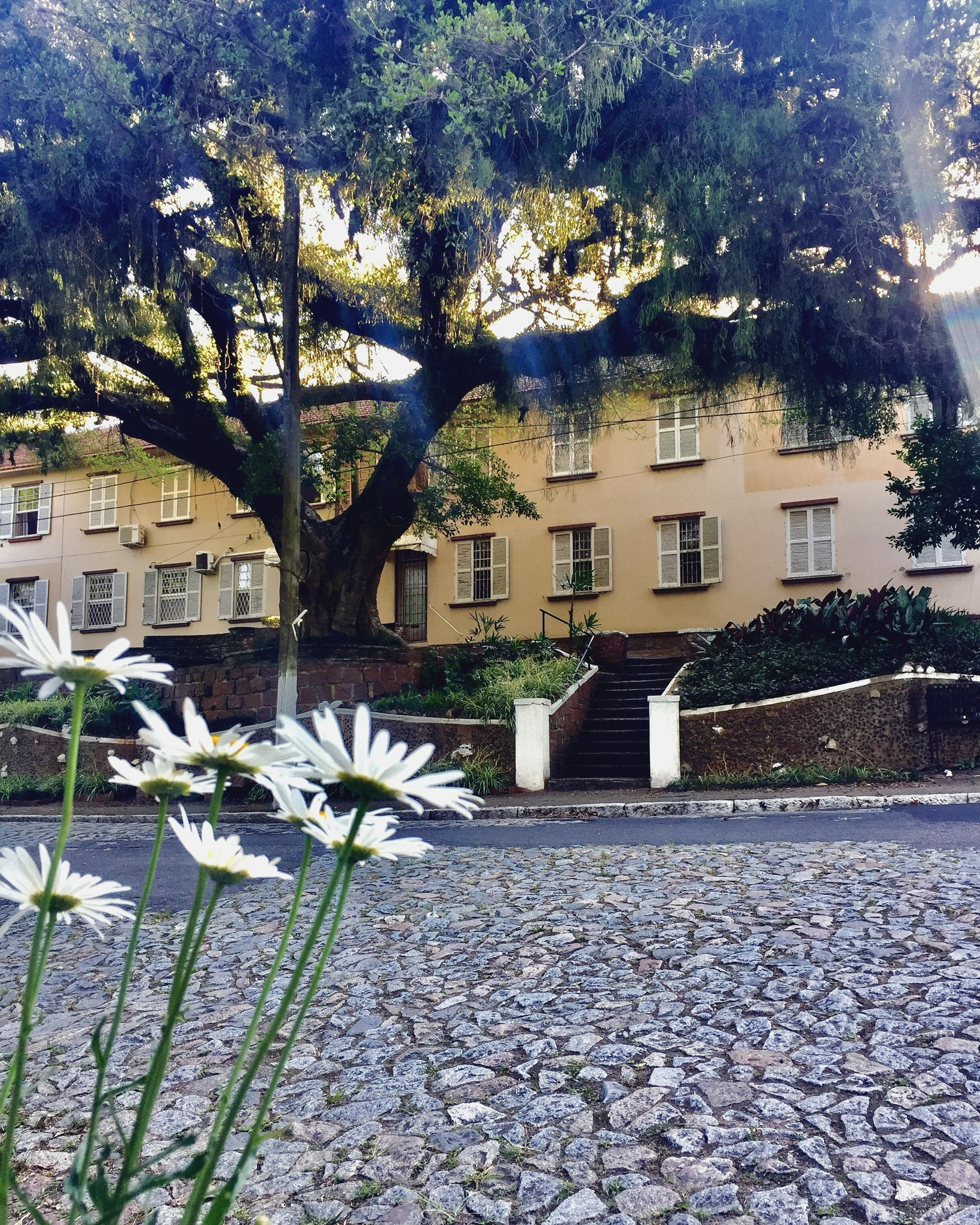
Casa de la infancia de Elis Regina, en Porto Alegre.

Fue hija de Romeu Costa, un hombre de carácter silencioso y de Ercy Carvalho Costa, persona de carácter fuerte. Su carrera se inició a los 7 años de edad, en 1952, en una emisora de radio local, pero no pudo abrir la boca, debido al pánico escénico que, aparentemente, no pudo superar en ese momento.
Cuatro años después volvió a probar suerte y participó en el programa de radio para niños O Clube do Gurí en la Radio Farroupilha. Así logró su primer contrato profesional.
En 1959 fue contratada por Rádio Gaúcha y al año siguiente viajó a Río de Janeiro, donde firmó su primer contrato con la empresa discográfica Gravações Elétricas y grabó su primer LP, Viva a Brotolândia. Con esta empresa realizó en 1962 su segundo LP, titulado "Poema de Amor". Más tarde, sus afamados promotores, Luiz Carlos Miele y el compositor Ronaldo Bôscoli, la vieron partir a São Paulo donde su carrera continuó en ascenso. En 1965 lanzó un LP con Jair Rodrigues, Dois na bossa, el cual fijó un récord de ventas nacional. Desde ese mismo año, condujo junto a Jair Rodrigues uno de los más importantes programas de televisión de la música popular brasileña, O Fino da Bossa.
A finales de los años sesenta y principios de los setenta, Regina ayudó a popularizar el trabajo del movimiento Tropicalia, grabando canciones de músicos como Gilberto Gil.
La artista contrajo matrimonio con Ronaldo Bôscoli de cuyo matrimonio tuvo a su primer hijo, João Marcelo Bôscoli Carvalho, nacido dos años antes de la separación final. Para entonces, Elis Regina se había enamorado de su pianista, César Camargo Mariano, quien era casado. Poco después, contrajeron matrimonio y tuvieron a Pedro Camargo Mariano y Maria Rita Mariano, quien logró ser una cantante de mucha popularidad.
En una entrevista en 1969, criticó abiertamente al Gobierno brasileño calificándolo como "una camarilla de gorilas". Su popularidad la mantuvo fuera de prisión, pero finalmente fue obligada por las autoridades a cantar el himno nacional de Brasil durante las Olimpiadas del ejército, lo que fue rechazado por muchos brasileños simpatizante de izquierda. 
Luego recorrió Milán, Roma, París y Barcelona[cita requerida] en gira artística, declarando que el público europeo necesitaba entender que Brasil no era un simple pueblo de Carnaval.
En 1974 grabó con el cantautor y músico Tom Jobim el álbum Elis & Tom, considerado por críticos musicales como uno de los mejores discos de bossa nova de todos los tiempos.

### Muerte
El 19 de enero de 1982, aproximadamente a las diez de la mañana, el abogado Samuel McDowell de Figuereido habló con la artista por teléfono y notó su voz pastosa y luego sólo el silencio. Llamó dos veces, pero no obtuvo respuesta. Rápidamente llegó al apartamento de Elis Regina y encontró que sus hijos menores jugaban esperando que ella acabara de despertar. El abogado buscó al hijo mayor de la artista, João Marcelo y juntos forzaron las puertas del dormitorio y la encontraron tendida en el suelo. No respiraba, tenía las manos frías y el cuerpo caliente. McDowell llamó al médico y a la ambulancia, pero nadie llegó, por lo que llevó a la cantante en un taxi hasta una clínica, donde se confirmó su muerte. 
Antes del mediodía, todo São Paulo y más de medio Brasil estaba al tanto de su muerte. Un día después, al cadáver de la artista, se le puso una camiseta con la bandera del Brasil y su nombre en lugar del lema Orden E Progreso. Luego se determinó que Elis Regina murió por una sobredosis de drogas, tranquilizantes y alcohol.
Se divulgaron algunas noticias de que la muerte de la artista había sido ordenada por el alto mando de la dictadura militar, aún vigente en ese momento, ya que el relato oficial de su autopsia tardó demasiado tiempo en salir en los medios brasileños, y su muerte fue objeto de especulación. Hasta el día de hoy no se sabe con exactitud qué pasó en su casa el día de su muerte. Sus restos reposan en São Paulo en el cementerio de Morumbi.

## Discografía

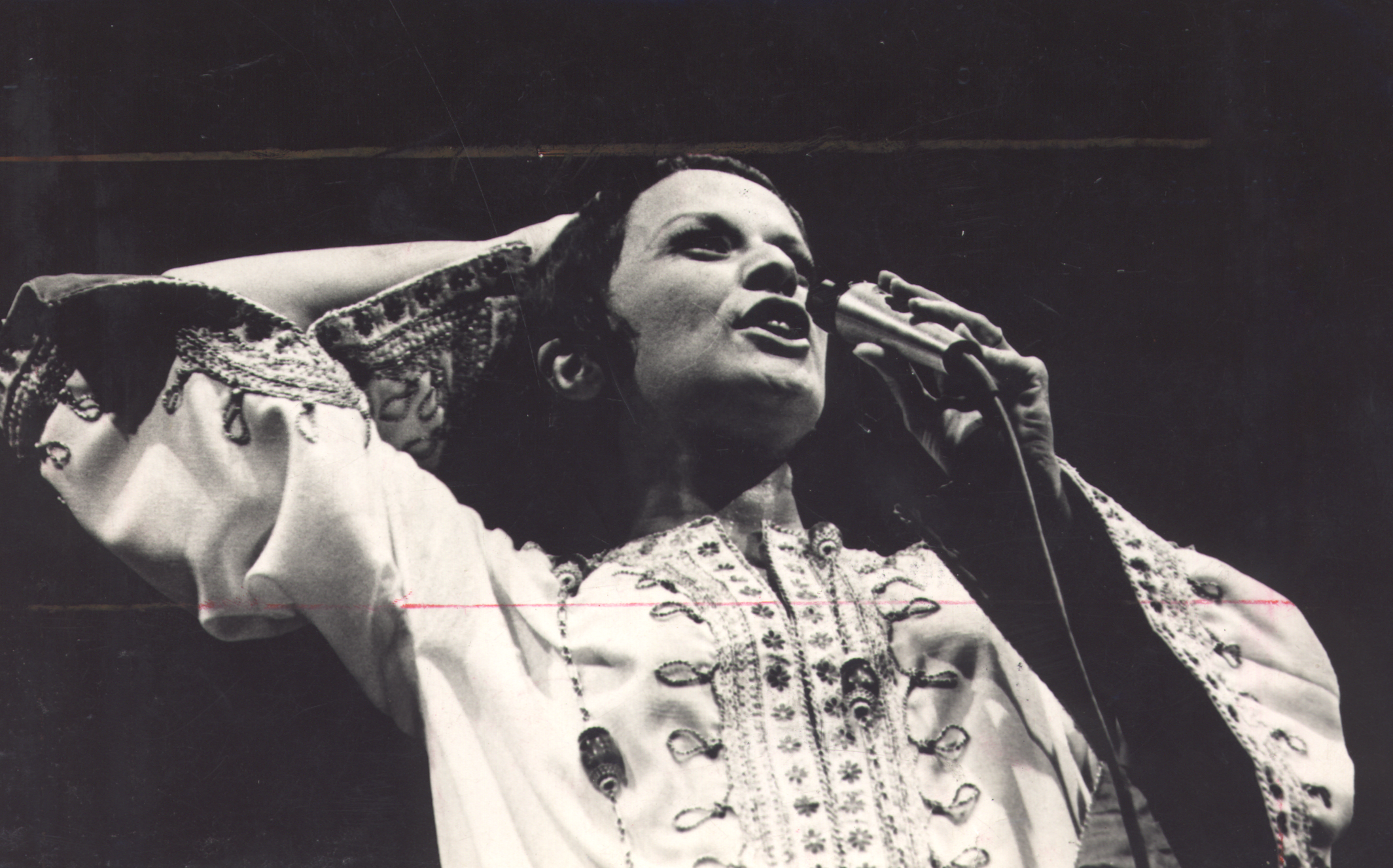
Elis Regina en el Teatro de la Praia, 1969.

### Discografía principal

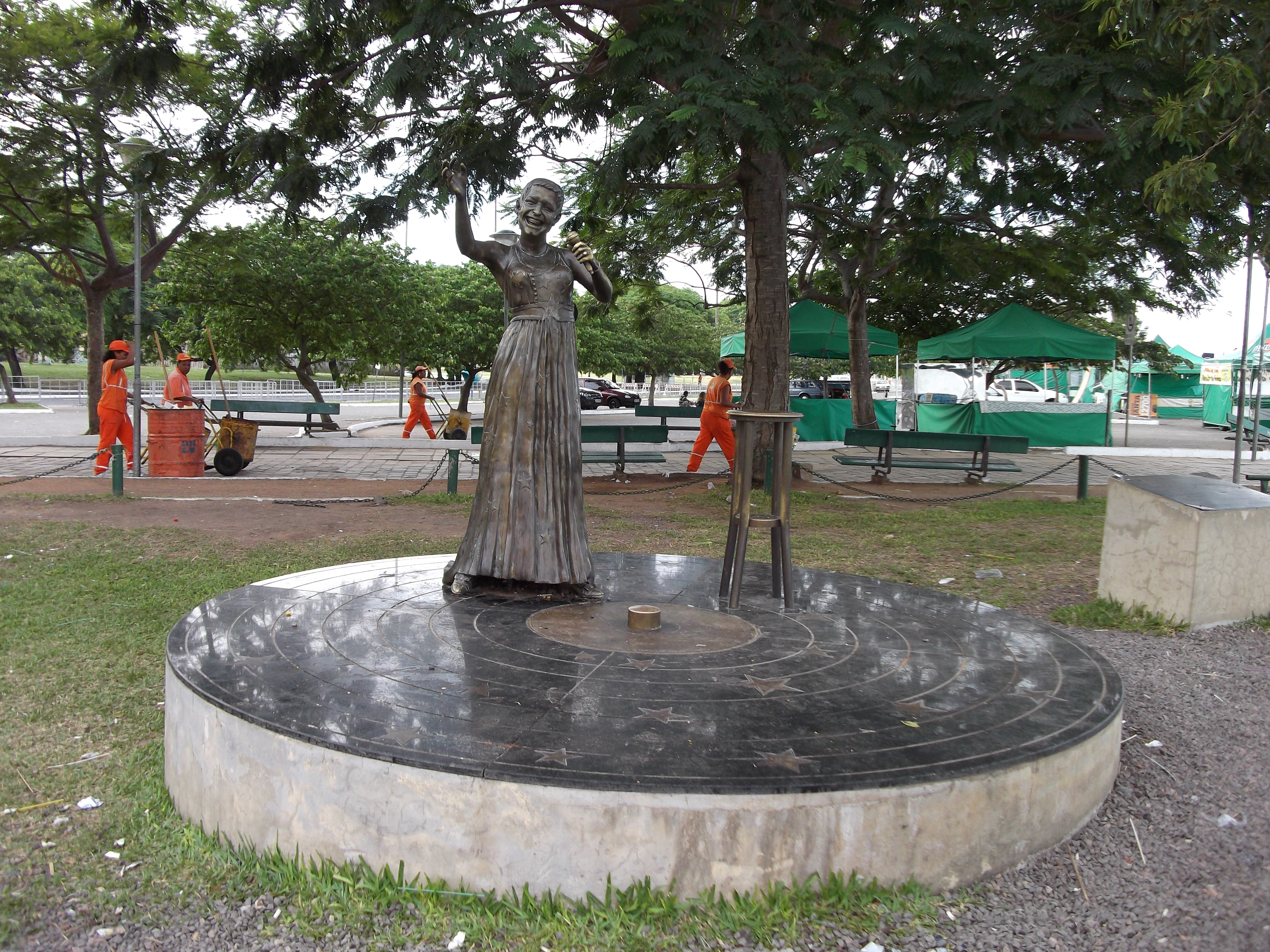
Monumento a Elis Regina en Porto Alegre.

| Año de publicación | Título                           | Discográfica                                     |
| 1961               | Viva a Brotolândia               | Continental-Gravações Elétricas (Brasil)         |
| 1962               | Poema de amor                    | Continental-Gravações Elétricas (Brasil)         |
| 1963               | Ellis Regina                     | CBS (Brasil)                                     |
| 1963               | O bem do amor                    | CBS (Brasil)                                     |
| 1965               | Samba, Eu canto assim            | Philips-Companhia Brasileira de Discos           |
| 1965               | 2 na bossa                       | Philips-Companhia Brasileira de Discos           |
| 1965               | O fino do fino                   | Philips-Companhia Brasileira de Discos           |
| 1966               | 2 na bossa Número 2              | Philips-Companhia Brasileira de Discos           |
| 1966               | Elis                             | Philips-Companhia Brasileira de Discos           |
| 1967               | 2 na bossa Número 3              | Philips-Companhia Brasileira de Discos           |
| 1968               | Elis Especial                    | Philips-Companhia Brasileira de Discos           |
| 1969               | Tabelinha: Pelé X Elis           | Philips-Companhia Brasileira de Discos           |
| 1969               | Elis Regina in London            | Philips-Phonogram Limited (Reino Unido)          |
| 1969               | Elis & Toots                     | Philips-Phonogram International B.V. (Holanda)   |
| 1969               | Como e Porquê                    | Philips-Companhia Brasileira de Discos           |
| 1970               | Em pleno verão                   | Philips-Companhia Brasileira de Discos           |
| 1971               | Ela                              | Philips-Companhia Brasileira de Discos           |
| 1972               | Elis                             | Philips-Companhia Brasileira de Discos Phonogram |
| 1973               | Elis                             | Philips-Companhia Brasileira de Discos Phonogram |
| 1974               | Elis                             | Philips-Companhia Brasileira de Discos Phonogram |
| 1974               | Elis & Tom                       | Philips-Companhia Brasileira de Discos Phonogram |
| 1976               | Elis Regina Em "Falso brilhante" | Philips-Companhia Brasileira de Discos Phonogram |
| 1977               | Elis                             | Philips-Companhia Brasileira de Discos Phonogram |
| 1978               | Transversal do tempo             | Philips-Companhia Brasileira de Discos Phonogram |
| 1979               | Essa mulher                      | Warner Bros-WEA Discos (Brasil)                  |
| 1979               | Elis Especial                    | Philips-Polygram Discos Limitada (Brasil)        |
| 1980               | Saudade do Brasil                | Elektra-WEA Discos (Brasil)                      |
| 1980               | Elis                             | Emi Odeon (Brasil)                               |

### Discografía póstuma
| Año de publicación | Título                                                  | Discográfica                                               |
| 1982               | 13th Montreux Jazz Festival                             | Elektra-WEA Discos (Brasil)                                |
| 1982               | Trem azul                                               | Som Livre-Sistema Globo de Gravações Audiovisuais (Brasil) |
| 1983               | Vento de maio                                           | EMI Records Limited (Reino Unido)                          |
| 1984               | Luz das estrelas                                        | Som Livre-Sistema Globo de Gravações Audiovisuais (Brasil) |
| 1984               | Nada será como antes: Elis interpreta Milton Nascimento | Fontana-Polygram Do Brasil                                 |
| 1987               | Personalidade: Elis Regina                              | Polygram Do Brasil                                         |
| 1994               | Elis Regina no “Fino da bossa”                          | Velas Produções Artísticas Musicais E Com. Ltda. (Brasil)  |
| 1995               | Elis Regina ao vivo                                     | Velas Produções Artísticas Musicais E Com. Ltda.           |
| 1996               | Eternamente Elis                                        | Warner Music Brasil                                        |
| 1998               | Elis Vive                                               | Warner Music Brasil                                        |
| 2002               | 20 anos de saudade                                      | Mercury-Universal Music (Brasil)                           |
| 2006               | Samba, Jazz & Bossa                                     | Mercury-Universal Music (Brasil)                           |
| 2012               | 60 anos                                                 | Universal Music (Brasil)                                   |